# Colladonus waldanus
Colladonus waldanus är en insektsart som beskrevs av Ball 1903. Colladonus waldanus ingår i släktet Colladonus och familjen dvärgstritar. Inga underarter finns listade i Catalogue of Life.